# 생방송 열린아침 정용석입니다
생방송 열린아침 정용석입니다는 KBS 해피FM에서 정용석 앵커의 진행으로 방송했던 아침 시사 프로그램이다.
2000년 11월 6일에 첫방송을 시작해 역대로 방송 분량이 변경되어 방송됐으나 2004년 10월 16일 방송을 마지막으로 4년 만에 폐지되었다.

## 역대 방송시간
| 방송 채널  | 방송 기간                          | 방송 시간                       |
| ---------- | ---------------------------------- | ------------------------------- |
| KBS 해피FM | 2000년 11월 6일 ~ 2003년 11월 1일  | 월~토요일 아침 6:05 ~ 아침 7:55 |
| KBS 해피FM | 2003년 11월 3일 ~ 2004년 10월 16일 | 월~토요일 아침 6:20 ~ 아침 7:55 |